# Estadio Paul Biya
El Estadio Paul Biya también llamado Estadio de Olembe es un estadio multiusos ubicado en Olembé un suburbio de la ciudad de Yaundé, Camerún. El recinto cuenta con una capacidad de 60.000 asientos cubiertos, dos estadios de entrenamiento con 1.000 asientos cada uno, un gimnasio, balonmano, voleibol de baloncesto, tenis, una piscina olímpica, un hotel de 5 estrellas con 70 habitaciones, un centro comercial, un museo y un cine. El estadio Paul Biya, que lleva el nombre del presidente Paul Biya, actualmente en construcción en una superficie de 34 hectáreas en el barrio de Olembe en Yaundé, a unos 13 km de la ciudad, se encontrará entre los mejores estadios de África. 
El estadio Olembe acogió las ceremonias de apertura y clausura de la 33.ª edición de la Copa Africana de Naciones 2021 y será el orgullo de Camerún.
La construcción de un estadio no solo facilita la organización de grandes eventos deportivos, sino que también revitalizará la economía, el vecindario y la ciudad. Las instalaciones (cines, restaurantes, hoteles, tiendas, centros deportivos, etc.), que acompañan el estadio, agregan valor al emergente suburbio de Olembe y las integran armoniosamente en la ciudad.

## Eventos Importantes

### Copa Africana de Naciones 2021
- El Estadio Olembe albergó ocho partidos de la Copa Africana de Naciones 2021.
| Fecha                | Selección #1 | Resultado      | Selección #2 | Ronda                 | Espectadores |
| -------------------- | ------------ | -------------- | ------------ | --------------------- | ------------ |
| 9 de enero de 2022   | Camerún      | 2–1            | Burkina Faso | Primera fase, Grupo A |              |
| 9 de enero de 2022   | Etiopía      | 0–1            | Cabo Verde   | Primera fase, Grupo A |              |
| 13 de enero de 2022  | Camerún      | 4–1            | Etiopía      | Primera fase, Grupo A |              |
| 13 de enero de 2022  | Cabo Verde   | 0–1            | Burkina Faso | Primera fase, Grupo A |              |
| 17 de enero de 2022  | Cabo Verde   | 1–1            | Camerún      | Primera fase, Grupo A |              |
| 24 de enero de 2022  | Camerún      | 2–1            | Comoras      | Octavos de final      |              |
| 3 de febrero de 2022 | Camerún      | 0–0 (1-3 pen.) | Egipto       | Semifinal             | 24.371       |
| 6 de febrero de 2022 | Senegal      | 0–0 (4-2 pen.) | Egipto       | Final                 |              |